# Leoti
Leoti är en ort i den amerikanska delstaten Kansas med en yta av 3,4 km² och en folkmängd som uppgår till 1 534 invånare (2010). Leoti är administrativ huvudort i Wichita County. Orten grundades år 1885 men det finns ingen entydig orsak som förklarar varför namnet Leoti valdes. Enligt en teori är Leoti namnet på en prärieblomma på ett lokalt indianspråk, enligt en annan teori är namnet efter en lokal pionjär Leoti Kibbee och enligt en tredje teori efter Leoti Gray som var dotter till en av ortens grundare.

## Kända personer från Leoti
- Alvin Olin King, politiker